# ウォルト・ディズニー・ピクチャーズ
ウォルト・ディズニー・ピクチャーズ（Walt Disney Pictures）は、アメリカの映画製作スタジオである。ウォルト・ディズニー・カンパニーが所有するディズニー・エンターテインメントの部門ウォルト・ディズニー・スタジオの子会社である。カリフォルニア州バーバンクにあるウォルト・ディズニー・スタジオを拠点とし、ウォルト・ディズニー・スタジオ内の実写長編映画を製作している。ウォルト・ディズニー・アニメーション・スタジオとピクサー・アニメーション・スタジオが製作したアニメーション映画もこのスタジオの名義の下で公開されている。ウォルト・ディズニー・スタジオ・モーション・ピクチャーズは、ウォルト・ディズニー・ピクチャーズが制作した映画を配給・販売している。
ディズニーは、1950年代にウォルト・ディズニー・プロダクションという包括的な社名で実写映画の制作を開始した。実写部門が現在のウォルト・ディズニー・ピクチャーズという名称になったのは、1983年にディズニーがスタジオ部門全体を再編成したときである。その際、長編アニメーション部門を分離し、ウォルト・ディズニー・ピクチャーズでの公開には適さない大人向けの映画を制作する姉妹部門として、タッチストーン・ピクチャーズを設立した。タッチストーン・ピクチャーズは、ウォルト・ディズニー・スタジオをハリウッドの主要な映画スタジオのひとつに押し上げたのである。
ウォルト・ディズニー・ピクチャーズは現在、ウォルト・ディズニー・スタジオ内の5つの実写映画スタジオのうちの1つで、他には20世紀スタジオ、マーベル・スタジオ、ルーカスフィルム、サーチライト・ピクチャーズがある。2019年にリメイクされた『ライオン・キング』は16億ドルで同スタジオの世界最高興行収入を記録しており、「パイレーツ・オブ・カリビアン」シリーズは同スタジオで最も成功した映画シリーズであり、5作品で合計45億ドル以上の世界興行収入を記録している。

## 歴史

### 前身となる部門
ウォルト・ディズニー・スタジオの前身は、1923年に映画監督のウォルト・ディズニーと、彼のビジネスパートナーである兄のロイによって、ディズニー・ブラザース・カートゥーン・スタジオ（Disney Brothers Cartoon Studio）として設立された。
ミッキーマウスをはじめとする短編映画やグッズの制作で収益を上げ、1926年にはハイペリオン・スタジオのウォルト・ディズニー・スタジオ（The Walt Disney Studio）と改称した。1929年には再びウォルト・ディズニー・プロダクション（Walt Disney Productions）と改称。1937年に公開された初の長編アニメーション映画『白雪姫』は、経済的に大成功を収めた。『白雪姫』で得た利益をもとに、ウォルトはカリフォルニア州バーバンクにある第3スタジオに移転した。
1940年代に入ると、ディズニーは長編実写映画に挑戦し始め、『リラクタント・ドラゴン』（1941年）や『南部の唄』（1946年）など、実写とアニメーションのハイブリッド作品を発表した。同じ年代に、スタジオは自然ドキュメンタリーの制作を開始し、『自然と冒険記録映画』シリーズの第1作『あざらしの島』（1948年）を発表した。
ウォルト・ディズニー・プロダクションは、1950年に初の全編実写映画となる『宝島』を製作した。1953年には、RKOラジオ・ピクチャーズやユナイテッド・アーティスツといった他の配給会社との契約を解消し、独自の配給会社ブエナ・ビスタ・ディストリビューションを設立した。1950年代には、L.フランク・ボームの作品の映画化権を取得した。

### 1980年代 ‐ 2000年代
ウォルト・ディズニー・プロダクションの実写部門は、映画の題材を多様化し、映画公開の観客層を拡大するために、1983年4月1日にウォルト・ディズニー・ピクチャーズ（Walt Disney Pictures）として法人化された。1983年4月、リチャード・バーガーがディズニーのCEOであるロン・W・ミラーに映画社長として採用された。タッチストーン・フィルムはミラーによって1984年2月にスタジオのPG-13やR指定の映画のためのレーベルとしてスタートし、ディズニーの年間6本から8本の映画の半分がこのレーベルで公開される予定だった。同年、新たにディズニーのCEOに就任したマイケル・アイズナーはバーガーを押しのけ、アイズナー自身のパラマウント・ピクチャーズからの映画チーフであるジェフリー・カッツェンバーグを後任に迎えた。タッチストーンは1984年2月15日に、ハリウッド・ピクチャーズは1989年2月1日に、それぞれこの部門内に設立された。
タッチストーン・フィルムのブランドは、1984年から1985年のテレビシーズンに、当時のディズニー新CEOマイケル・アイズナーによって、単発の西部劇『Wildside』を放送した。次のシーズンには、タッチストーンは『ゴールデン・ガールズ』でヒット作を生み出した。
1988年4月、デヴィッド・ホーバーマンはウォルト・ディズニー・ピクチャーズの制作担当社長に昇進した。1994年4月、ホーバーマンはウォルト・ディズニー・スタジオの映画制作担当社長に昇進し、デビッド・ヴォーゲルがウォルト・ディズニー・ピクチャーズの社長に就任した。しかし翌年1月、ホーバーマンは同社を辞任し、代わりにディズニーと彼が新たに設立した制作会社、マンデヴィル・フィルムズとの制作契約を開始した。ヴォーゲルは、ウォルト・ディズニー・ピクチャーズに加えて、1997年にはハリウッド・ピクチャーズの責任者を兼任し、ドナルド・デ・ラインはタッチストーンの責任者にとどまった。ヴォーゲルは1998年に、ウォルト・ディズニー・ピクチャーズ、タッチストーン、ハリウッド・レーベルのすべての実写作品を統括するために新たに設立された部門であるブエナ・ビスタ・モーション・ピクチャーズ・グループの責任者に昇進した。この動きは、ウォルト・ディズニー・スタジオの会長であるジョー・ロスが、スタジオの映画制作を縮小・統合するために画策したものだった。
同年、ニーナ・ジェイコブソンがブエナ・ビスタ・モーション・ピクチャーズ・グループの実写制作担当副社長に就任した。ジェイコブソンは1999年5月にヴォーゲルが辞任し、ジェイコブソンがロスから制作担当社長に任命されるまで、この肩書きで活動した。在任中、ジェイコブソンは、『パイレーツ・オブ・カリビアン』、『ナルニア国物語』、『テラビシアにかける橋』、『ナショナル・トレジャー』、『タイタンズを忘れない』、『プリティ・プリンセス』など、ウォルト・ディズニー・ピクチャーズの映画製作を監督し、ジェリー・ブラッカイマー・フィルムズとのファーストルック契約の確立にも尽力した。2006年、ジェイコブソンはスタジオ会長のディック・クックに解雇され、マーケティング担当のオレン・アビブが後任に就いた。
ディズニーのテーマパークのアトラクションをベースにした2作品の後、ウォルト・ディズニー・ピクチャーズは、『カントリーベアーズ』（2002年）、『ホーンテッドマンション』と『パイレーツ・オブ・カリビアン/呪われた海賊たち』（共に2003年）から始まる一連の映画の源として選択した。 後者の映画は、同スタジオが制作した最初のPG-13指定の映画であり、その後4つの続編が作られ、2003年から2017年までに全世界で54億ドル以上の収益を上げた。2010年1月12日、アヴィヴは同スタジオの実写制作部門の社長を退任した。

### 2010年代 ‐ 現在
2010年1月、アヴィヴの後任としてショーン・ベイリーが実写制作部門の社長に就任した。ベイリーは同年末に公開された『トロン: レガシー』をスタジオで制作していた。ベイリーの指揮のもと、当時のディズニーCEOボブ・アイガー、そして後にスタジオ会長となるアラン・ホルンの支援を受け、ウォルト・ディズニー・ピクチャーズは、オリジナル作品や大型予算の映画化作品の拡大など、映画戦略を追求した。2011年以降、同スタジオは製作ロゴや冒頭のクレジットを「Disney」だけにに簡略化した。同時に、ディズニーは『パイレーツ・オブ・カリビアン』シリーズ以外のPG-13指定の大作映画で苦戦を強いられており、『ジョン・カーター』（2012年）や『ローン・レンジャー』（2013年）などは興行収入において過去最悪の結果となった。しかし、同スタジオは、アニメーション映画に関連する作品のファンタジー実写化で特に成果を上げており、『アリス・イン・ワンダーランド』（2010年）の大ヒットを皮切りに、同スタジオ史上2番目の10億ドルの興行収入を記録した。『マレフィセント』（2014年）と『シンデレラ』（2015年）が続々とヒットしたことで、同スタジオはこれらのこうしたアニメーションの実写化に可能性を見出し、『ジャングル・ブック』（2016年）と『美女と野獣』（2017年）に続く同様の映画の傾向を作った。2015年3月、アイガーは同スタジオの喫煙とタバコの禁止を拡大し、歴史的に適切な描写がない限り、PG-13指定以下の映画も含め、同スタジオが公開するすべての映画に適用した。
『ザ・マペッツ』（2011年）、『ウォルト・ディズニーの約束』（2013年）、『イントゥ・ザ・ウッズ』（2014年）など、2010年代を通じて、ウォルト・ディズニー・ピクチャーズはヒットしたいくつかの低予算の映画を製作していたが、低予算の映画では映画館での興行が成り立たなくなってきたため、同スタジオはその制作モデルを全て大作中心へと転換させた。2016年7月までに、ディズニーは、既存の映画化作品の続編、オリジン・ストーリー、前作などからなる約18作品の企画を発表した。
2017年、ウォルト・ディズニー・カンパニーは、独自の配信サービスを立ち上げることを発表した。Disney+と呼ばれるこの新サービスは、ウォルト・ディズニー・ピクチャーズを含む同社の膨大な数の映画・テレビ制作スタジオによって制作された番組を提供するものである。この新しい配信サービスの一環として、ベイリーとホルンは、ウォルト・ディズニー・ピクチャーズが、以前は数年前に劇場公開向けの制作を中止していた低予算の映画製作を再開することを発表した。2018年には、このサービスのために9本の映画が製作または企画中であることが発表された。これらの映画の予算は2,000万ドルから6,000万ドルである。スタジオは、映画館向けの大作映画と並行して、Disney+のためだけに年間約3～4本の映画を製作することが期待されている。Disney+は、2019年11月12日に米国、カナダ、オランダでサービスが開始され、その後全世界で展開された。サービス開始から2カ月以内に、ウォルト・ディズニー・ピクチャーズは、Disney+専用に3作品（『わんわん物語』、『ノエル』、『トーゴ』）を公開した。
2020年3月12日、フォックス・ファミリーの社長であるヴァネッサ・モリソンは、ディズニーの実写映画と20世紀スタジオの両方のストリーミングコンテンツの企画および製作を担当する社長に就任し、ベイリーに直接報告することになった。同日、フィリップ・ステュアとランディ・ヒラーは、スタジオの製作、ポストプロダクション、VFXの社長と、キャスティングのエグゼクティブ・バイス・プレジデントにそれぞれ就任し、ウォルト・ディズニー・ピクチャーズと20世紀スタジオの両方のこれらの機能を統括することになった。
2024年2月26日、ディズニーは経営陣の交代を発表し、ベイリーが社長を辞任し、元サーチライト・ピクチャーズの共同経営者であるデビッド・グリーンバウムが後任に就任した。グリーンバウムはウォルト・ディズニー・ピクチャーズを率い、20世紀スタジオを現在20世紀の社長のスティーブ・アスベルと共同で率いる。

## ロゴ
1983年まで、ディズニー映画のオープニング・クレジットには、ロゴの代わりに 「Walt Disney Presents」、後に「Walt Disney Productions Presents」というタイトルカードが使われていた。
1985年の『オズ』から、Walt Disney Picturesはファンタジーな城のロゴを導入した。音楽が付いたものは「コルドロン」で初登場した。このロゴはウォルト・ディズニー・プロダクションが伝統的な手描きアニメーションで制作したもので、青色の背景にディズニーランドの眠れる森の美女の城の白いシルエットを配し、スタジオの名前とジョン・デブニーによってアレンジされた「星に願いを」で構成されている。このロゴは、映画『オズ』のオープニングロゴとして使用されているが、この映画は『コルドロン』が公開される数ヶ月前に公開された。『トイ・ストーリー』から『レミーのおいしいレストラン』までのピクサー・アニメーション・スタジオの全作品の前には、CGアニメーションであるRenderManを使用し、『トイ・ストーリー』のオープニング曲を基にランディ・ニューマンが作曲したオリジナルのファンファーレを流している。『ダイナソー』（2000年）以降、黒の背景にオレンジ色の城とロゴを組み合わせた別のロゴは、時として落ち着いたトーンの実写映画で登場したが、『ブラザー・ベア』、2003年の『ライオン・キング』の再上映、『ライアンを探せ!』（このロゴ使用の最後の映画）など一部のアニメーション映画ではこのロゴを使用していた。このロゴは、2021年にショップディズニーによる商品化ラインのために、オリジナルの姿に基づき再登場した。
2006年、当時のウォルト・ディズニー・スタジオ会長ディック・クックとスタジオ・マーケティング社長オレン・アヴィヴの指示により、『パイレーツ・オブ・カリビアン/デッドマンズ・チェスト』の公開に合わせてスタジオのロゴを一新することになった。ディズニーのアニメーション監督マイク・ガブリエルとプロデューサーのベイカー・ブラッドワースがデザインしたこの現代的なロゴは、Wētā FXとyU+coによる全編CGアニメーションで制作され、3Dのニューウォルトグラフタイポグラフィが採用された。ロゴの最終的なレンダリングは、キャメロン・スミスとサイリース・パリッシュが担当した。さらに、リニューアルされたロゴには、「ピノキオ」、「ダンボ」、「シンデレラ」、「ピーター・パン」、「メリー・ポピンズ」を示す映像が含まれ、再デザインされた城には、シンデレラ城と眠れる森の美女の城、そして花火やウォルト・ディズニーの家紋の要素が取り入れられている。マーク・マンシーナは、2006年のロゴに合わせて「星に願いを」を新たに作曲・編曲した。デヴィッド・メッツガーが共同編曲とオーケストレーションを担当した。2011年、『ザ・マペッツ』から、「Walt Disney Pictures」のブランド名を「Disney」へと短くする変更が行われた。新しいロゴのパターンは、『トロン: レガシー』『マレフィセント』『トゥモローランド』『美女と野獣』を含む話題作で一貫して変更されている。
2022年、スタジオの100周年記念のために新しいオープニングロゴが発表され、2022年のD23 Expoで初公開された。新しいキャッスルロゴは、ディズニー・スタジオ・コンテンツとインダストリアル・ライト&マジックが制作したCGアニメーションによる最新のオープニングシーンと、クリストフ・ベックによる「星に願いを」のアレンジが採用されている。通常、城の上空を右から左に飛ぶ魔法のアーチが、左から右へ進むようになった。スタジオ100周年記念のディズニーロゴの下には「100 Years of Wonder」と書かれた見出しが表示される。以前のロゴと同じ内容の映像が使われているが、新たに「ポカホンタス」、「カールじいさんの空飛ぶ家」、「ヘラクレス」、ノートルダムの鐘、『白雪姫』、「リトル・マーメイド」、「塔の上のラプンツェル」、「メリダとおそろしの森」、「美女と野獣」が加わり、城の向こうには「山の上の第三の男」とディズニーランドのマッターホルンと「ライオン・キング」のプライドロックが背景として加わっている。Disney+で期間限定配信されたD23 Expo 1日目の見逃し配信で映像が公開され、『ストレンジ・ワールド/もうひとつの世界』の劇場公開とともに正式にお披露目した。ロゴは批評家や観客から広く賞賛され、2023年11月に開催された「2023 Clio Entertainment Awards」で「Theatrical | Film: Design」を受賞。2023年12月23日にDisney+アプリの「Disney」ハブで発表され、2024年に『インサイド・ヘッド2』の予告第2弾で正式デビューし、フルバージョンはドキュメンタリー映画「ビーチ・ボーイズ:ポップ・ミュージック・レボリューション」で初披露された。